# 산수동 (동구)
산수동(山水洞)은 광주광역시 동구에 위치한 행정동이다. 산수동은 무등산 장원봉의 산기슭에 있고 조선 말기에는 갈마촌, 호두촌, 장원촌이라 불리다 1947년 산수동으로 개칭하여 오늘에 이르렀다. 저소득 계층의 밀집과 도심 속의 미로형 골목형태 지역이지만, 교통의 요충지로서 현장 행정 수요가 많으며, 도시재개발이 요구되는 지역이다.

## 유래
산자수려한 동네라하여 산수라 칭하였다.

## 교육
- 율곡초등학교
- 장원초등학교
- 산수초등학교
- 광주충장중학교

## 주거
아파트
- 광신종합건설 무등산 광신프로그레스 (산수동) : 2018년 1월 입주.